# Provincie Latina
Latina (Provincia di Latina) je provincie v italské oblasti Lazio. Sousedí na severu s provincií Frosinone, na severozápadě s provincií Roma, na jihovýchodě s provincií Caserta. Na jihu její břehy omývá Tyrrhenské moře.

## Okolní provincie
| Růžice kompasu |                  | Roma  | Frosinone | Růžice kompasu |
| Růžice kompasu |                  | Sever | Caserta   | Růžice kompasu |
| Růžice kompasu | Provincie Latina |       | Caserta   | Růžice kompasu |
| Růžice kompasu | Jih              |       | Caserta   | Růžice kompasu |
| Růžice kompasu |                  |       |           | Růžice kompasu |